# Oakham Castle

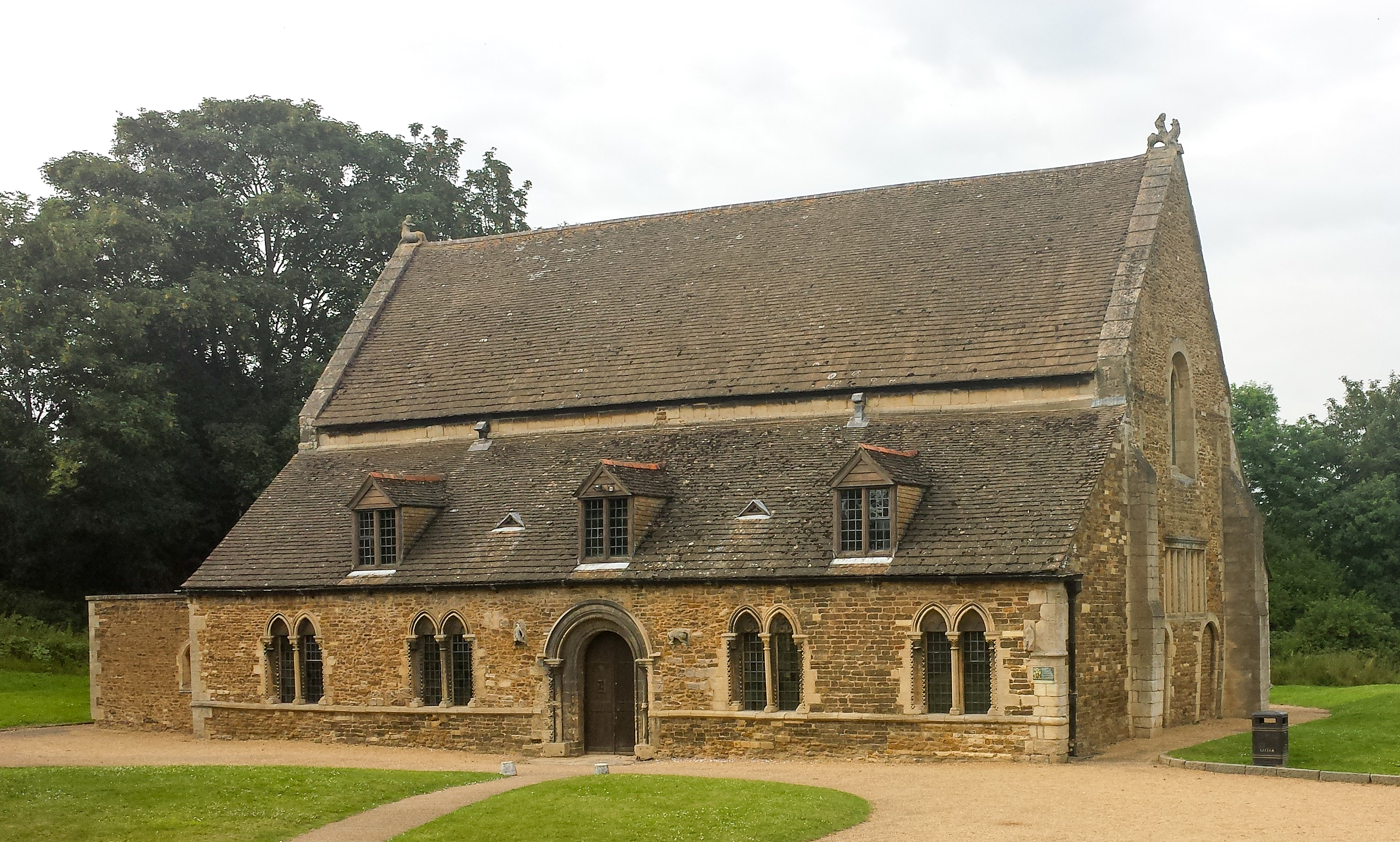
Oakham Castle vanuit het zuidwesten

Oakham Castle is een kasteel in Oakham in het Engelse graafschap Rutland, dat in de eenentwintigste eeuw nog uit één hal bestaat, gelegen op een terrein dat voorts een mottekasteel bevat dat mogelijkerwijze van Angelsaksische oorsprong is. De hal werd door de Normandische edelman Walkelin de Ferrers gebouwd in de jaren 80 van de twaalfde eeuw. Het kasteel staat bekend om zijn uitgebreide collectie ceremoniële hoefijzers.

## Beschrijving

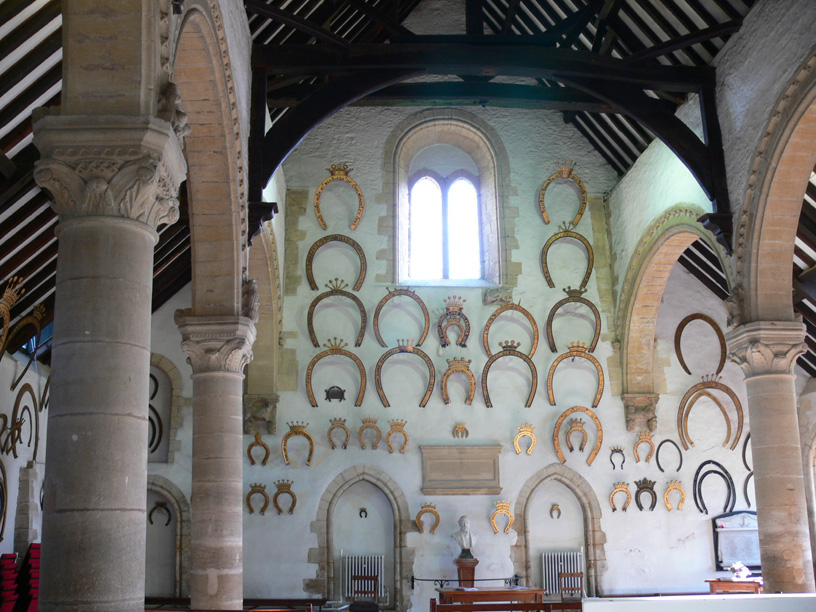
Interieur

Oakham Castle ligt in het centrum van Oakham, direct ten oosten van de Allerheiligenkerk van het dorp. Het kasteeldomein bezat oorspronkelijk een min of meer vierkante binnenplaats met zijden van 115 meter, die tegenwoordig een grasveld is. Om het terrein verloopt een gording van ruim twee meter dik, die waarschijnlijk uit de vroege dertiende eeuw stamt. In de zuidwestelijke en zuidoostelijke uithoek zijn sporen van torens te vinden.
De hal beslaat een oppervlakte van 19,8 bij 13,4 meter en de wanden zijn 0,9 meter dik. Het interieur bevat vier gewelfbogen. De pijlers zijn rond en bevatten hogels; boven de bogen bevinden zich afzaten met gotische ruitpatronen. Op de pilasters zijn consoles met afbeeldingen van dieren en daaronder telkenmale twee mensen, veelal musici, gekerfd. Er zijn aanwijzingen dat de beeldhouwers van deze sculpturen hadden meegewerkt aan de kathedraal van Canterbury.
De moderne ingang naar het kasteel, aan de zuidzijde, werden tijdens verbouwingen gecreëerd. De meeste dakkapellen aan deze kant zijn vrij recent, aangezien op een gravure uit de zeventiende eeuw slechts één dakkapel staat afgebeeld. De oostelijke wand van de hal bevat drie dichtgemetselde deuren, die vroeger naar de vertrekken van het dienstpersoneel leidden.
De ruimten aan de westelijke zijde van de hal dateren uit de negentiende eeuw, toen Oakham Castle als rechtbank dienstdeed. In de noordelijke wand van de hal leidt een deur naar een kleinere ruimte die 's zomers als tearoom wordt gebruikt.
Sedert Eduard IV in 1470 een ceremonieel hoefijzer aan Oakham Castle schonk, is het een traditie geworden dat leden van de peerage bij een bezoek aan Oakham hetzelfde doen. De wanden van de hal zijn derhalve behangen met hoefijzers van edelen van de vijftiende eeuw tot heden. De achterliggende reden van deze traditie is niet meer bekend.

## Geschiedenis
In het Domesday Book wordt een 'hal' in Oakham vermeld. In 1308 werd in opdracht van de kroon een lijst van  kastelen opgesteld, waaruit blijkt dat deze hal inmiddels een kasteel was geworden, en anno 1340 was sprake van onder meer een takelbrug, een keuken, een kapel en een gevangenis op deze locatie. De eigenaar was toentertijd William de Bohun, earl van Northampton.
Eduard van Norwich werd in 1390 de eerste earl van Rutland, maar sneuvelde in 1415 in de Slag bij Azincourt. Hierop stierf de titel uit, alvorens door Hendrik VI opnieuw gecreëerd te worden voor Edmund, tweede earl van Rutland, die echter op zijn beurt anno 1460 sneuvelde in de Slag bij Wakefield. Na de terechtstelling van Henry Stafford, tweede hertog van Buckingham, op last van Richard III in 1483 werd Oakham eigendom van Thomas Cromwell. Hij werd in 1540 geëxecuteerd door Hendrik VIII, maar zijn familie behield het kasteel tot de jaren negentig van de zestiende eeuw..
Sir John Harington, eerste baron Harington van Exton, werd de nieuwe eigenaar van het kasteel. Diens zoon, de tweede baron, was Lord-Lieutenant van Rutland en schonk het kasteel aan de hertog van Buckingham, die het op zijn beurt verkocht aan de earl van Nottingham, wiens familie het in haar bezit hield tot 1848.
Oakham Castle is eigendom van Rutland County Council. In 2014 kreeg het kasteel een schenking van 2,1 miljoen pond van het erfgoedfonds van de Britse loterij, waarmee het gerestaureerd werd en in 2016 opnieuw opengesteld voor het publiek. Het is vijf dagen per week geopend en wordt tevens voor diverse feesten en ceremonieën verhuurd.
Om de twee jaar wordt Oakham Castle nog als rechtszaal voor zittingen van het Crown Court gebruikt.

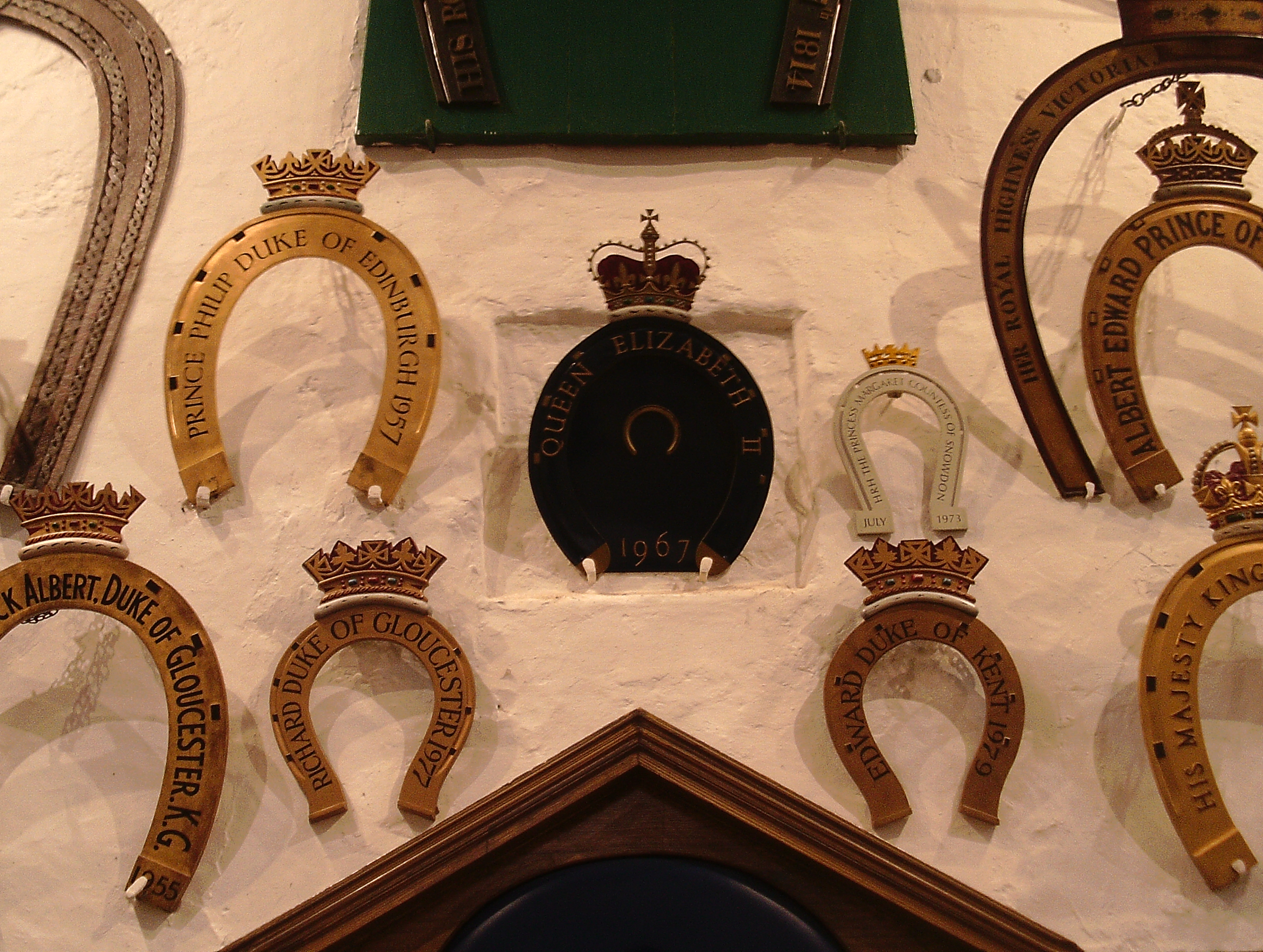
Hoefijzer van Elizabeth II
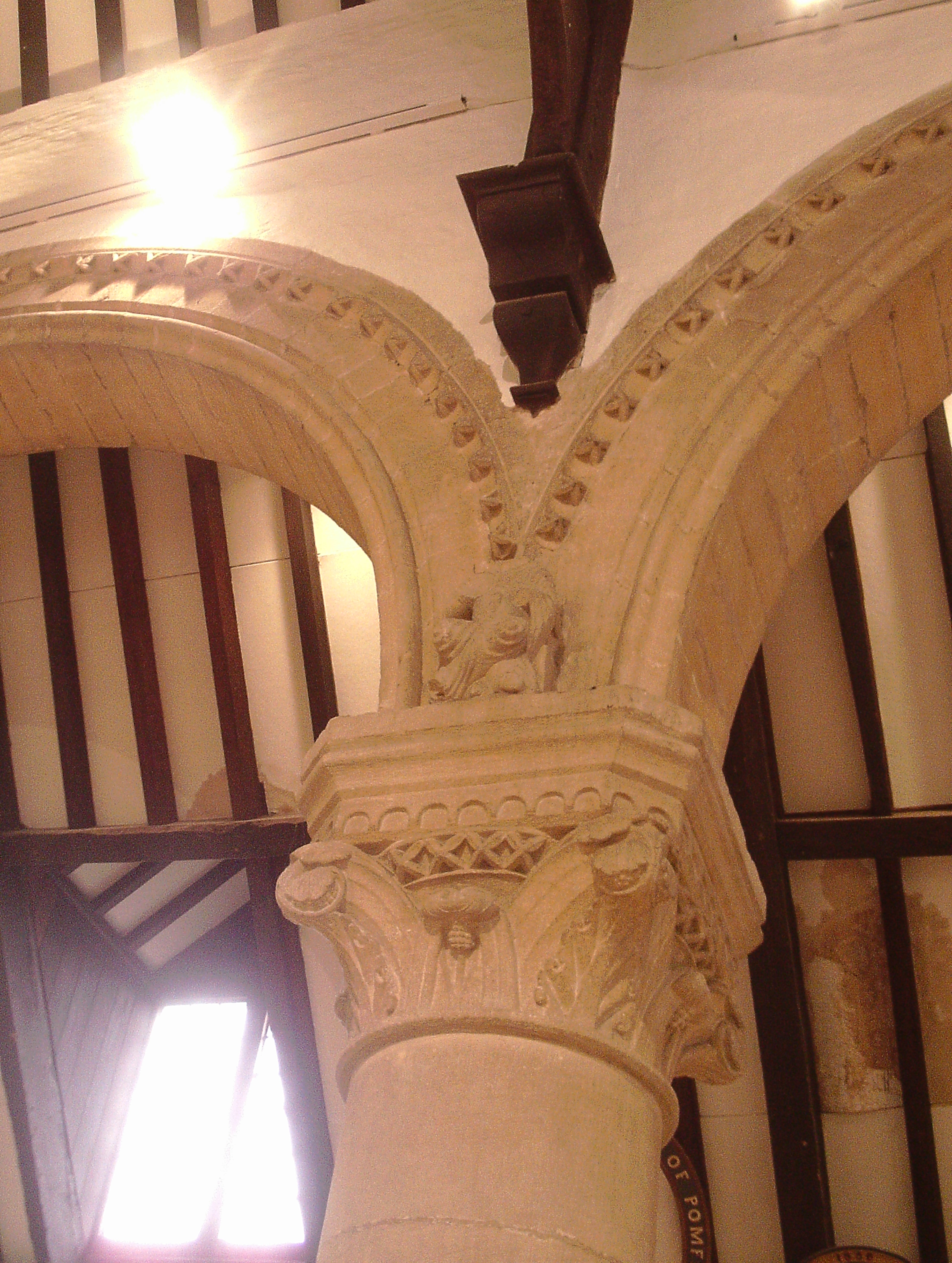
Console op een pijler
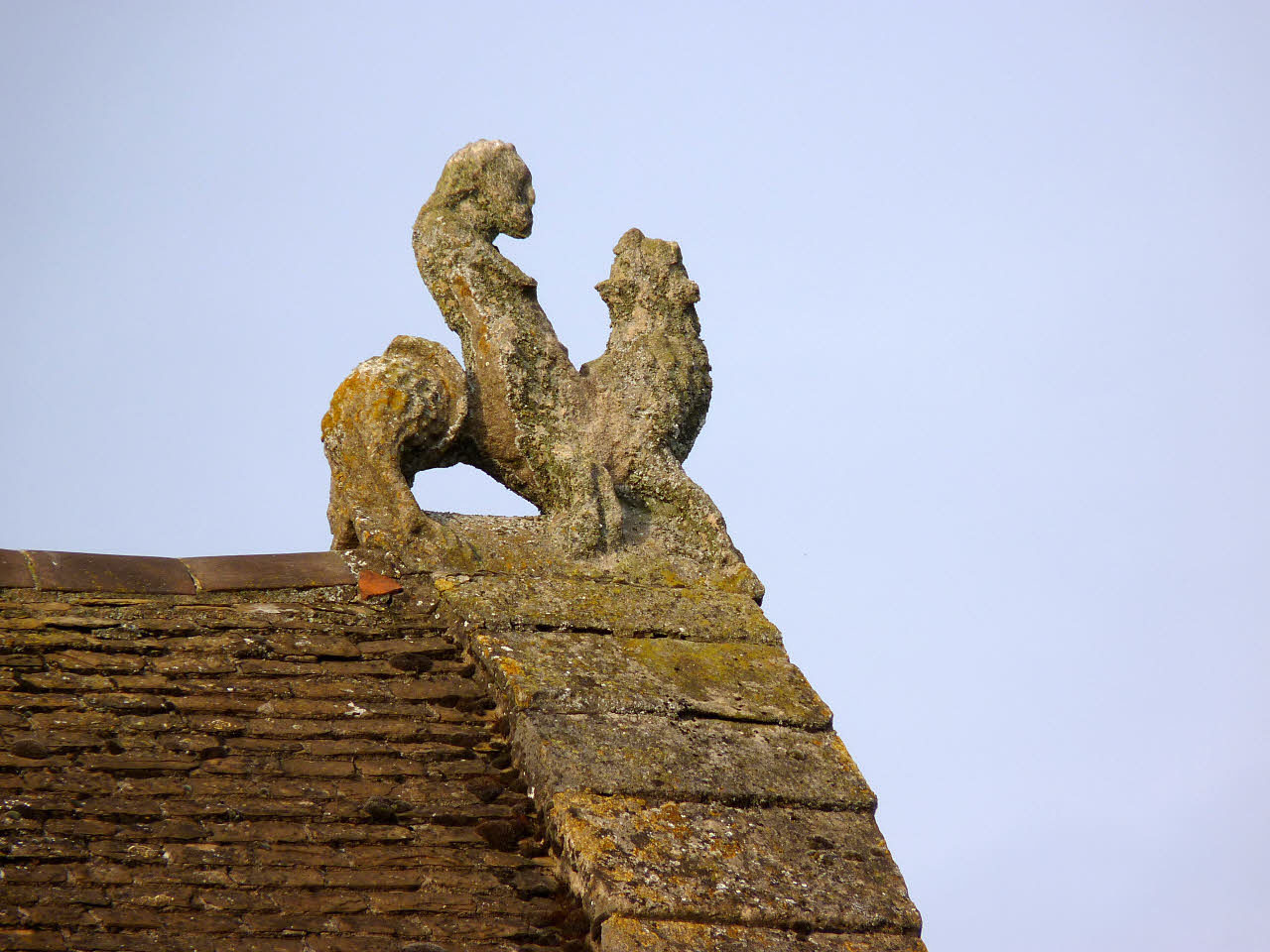
Dakgevelsculptuur